# Unicopa
Unicopa est une union de coopératives agricoles françaises créée en 1962. Présente dans les secteurs des produits laitiers, de la volaille, des filières bovine et porcine et de la nutrition animale, elle a été démantelée en 2010 après d'importantes difficultés financières. 
L'ancêtre d'Unicopa, la coopérative bretonne l'URCAB (Union régionale des coopératives agricoles de Bretagne), est créé le 9 septembre 1960 à Pabu par le regroupement de trois coopératives, la "Laiterie du Trieux", la coopérative "Genêts d'or" et la "coopérative de l'Arrée" (située à Pleyber-Christ), les deux dernières citées étant productrices d'œufs. Jean-Baptiste Leclerc est élu président de son conseil d'administration.
Unicopa est créée en 1962 à Pleyber-Christ par l'union de 22 coopératives agricoles du Finistère, des Côtes-du-Nord et du Morbihan. Elle comprenait plusieurs branches dans des secteurs différents : nutritions animales, des abattoirs et également une branche laitière importante sur le marché français. Son premier président est le docteur vétérinaire Pérus.  Dès 1963, le groupe coopératif commence  à fournir à ses adhérents des aliments du bétail grâce à son usine de Penzé. En 1964, Unicopa reprend le groupe Le Méliner, basé à Languidic, alors mis en liquidation judiciaire (ce groupe possédait sa propre fabrique d'aliments du bétail, un abattoir à la capacité de 200 000 poulets par an, 500 ouvriers et 500 aviculteurs sous contrat). Unicopa s'inscrit dans une politique d'exportation avec une part élevée de son activité réalisée à l'export avec un chiffre d’affaires de 1 480 millions d'euros en 2010. L'ensemble de la coopérative a été démantelé en 2010, à la suite de difficultés financières
Les coopératives qui formaient Unicopa font partie aujourd'hui d'autres unions de coopératives ou ont été reprises par des entreprises industrielles. L'activité volaille fait aujourd'hui partie de Gastronome, l'activité porcine de Cooperl Arc Atlantique (Brocéliande), l'activité laitière d'Entremont Alliance ou de Triskalia (Eolys).